# Santuario Santa María Madre de Dios
El Santuario de Santa María Madre de Dios, se encuentra localizado en la vereda de Montegrande, a 7 kilómetros del casco urbano del municipio de Caicedonia, Valle del Cauca, en Colombia. 
Las jornadas más importantes, solamente se celebran los segundos sábados y domingos de cada mes, a partir de las 9:00 de la mañana, empezando con el Santo Rosario, las oraciones de sanación, liberación y la Santa Eucaristía.
Su festividad patronal se celebra el 1 de enero de cada de año, partiendo, una caravana desde el pueblo hasta la comunidad.

## Historia del Santuario
En agosto de 1998, Monseñor Rodrigo Arango, quien en ese entonces fue obispo de la Diócesis de Buga, dio el primer permiso eclesiástico para ejercer la misión apostólica con el nombre de Congregación de Jesús.
Un año después, el día 9 de septiembre, se dio el permiso para fundar la sede de religiosos y laicos consagrados en Caicedonia, dando el nombre de Misioneros de Jesús de la Buena Esperanza. En mayo de 2002 se hizo la apertura de la Casa Principal, en la vereda de Montegrande. El 3 de mayo de 2003  se inauguró la Cruz Gloriosa dentro de la Comunidad. 
El 14 de agosto de 2005, Monseñor Hernán Giraldo Jaramillo, bendice el terreno y la primera piedra del templo. El 1 de noviembre de 2009, se dio la actualización para la devoción mariana, asignándose la denominación de Congregación de Jesús, Misioneros de Santa María Madre de Dios.
La bendición del templo se realizó el 6 de enero de 2013, pasando éste a ser un Santuario de peregrinación a nivel nacional, donde estuvieron presentes los obispos de la 
Diócesis de Buga, Monseñor José Roberto Ospina, el Arzobispo de la Arquidiócesis de Trujillo, Miguel Cabrejos, Monseñor Flavio Calle Zapata de Ibagué, Monseñor Francisco Ceballos de Puerto Carreño y el Obispo Emérito Hernán Giraldo Jaramillo.

## Arquitectura del Templo

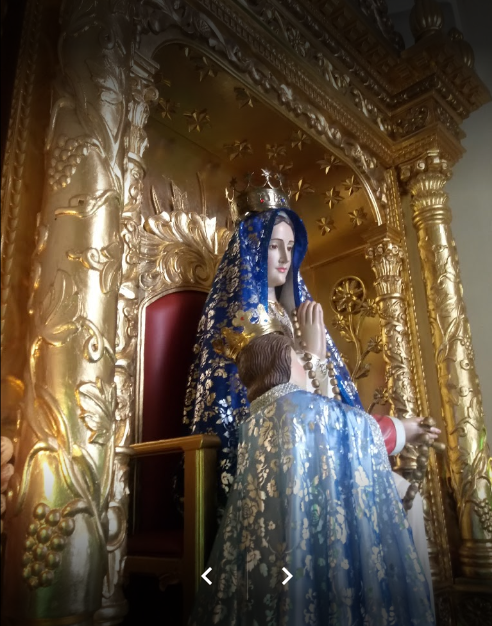
Escultura de la imagen de Santa María Madre de Dios.

En el centro del Santuario se encuentra una pila de agua que brota desde el sagrario, situado en el altar mayor, hasta la entrada del templo, simbolizando a Cristo como fuente de agua de vida eterna. Dos  querubines con seis alas cuidan, del sagrario. 
En el camarín se encuentra la imagen de Santa María Madre de Dios con el Divino Niño Jesús, a los lados de la imagen central, se encuentran los cuatro evangelistas San Marcos representado por un león, San Lucas por un toro, San Mateo por un ángel y  San Juan por un águila. Dentro del templo se encuentran las reliquias de San Bruno de Segni y Santa Julia Salzano.
En la parte central de arriba hay una cúpula con un crucifijo, significando que Jesús es la luz del mundo. En la parte superior de los laterales se encuentran los vitrales representando, a las catorce estaciones del Santo Viacrucis. En cada columna de la parte interior del templo se encuentran ángeles que sostienen cada uno una lámpara. Desde la parte terrestre, el templo forma una cruz. 
La iglesia cuenta con tres domos, dos de ellos están en las torres y el principal en la cúpula. En la entrada principal están las imágenes de San Francisco de Asís, San Miguel Árcangel y San José.
- Datos: Q85856085